# Hans-Joachim Seidowsky
Hans-Joachim Seidowsky, auch: Hans Seidowsky (* 7. Oktober 1932 in Leipzig) war Programmdirektor und Leiter der Abteilung „Internationaler Programmaustausch“ beim Deutschen Fernsehfunk, dem staatlichen Fernsehen der DDR. Darüber hinaus war Seidowsky seit 1957 als Inoffizieller Mitarbeiter für das Ministerium für Staatssicherheit tätig.

## Leben und Wirken
Seidowsky stammt aus einer Arbeiterfamilie; seine Eltern Adolf und Alice Seidowsky sollen jüdischer Abstammung, ursprünglich aus Litauen und Kommunisten gewesen sein; sein Vater Adolf Seidowsky (* 29. Dezember 1906) war mehrfach inhaftiert, wurde am 13. Dezember 1940 in das KZ Sachsenhausen deportiert und am 25. März 1942 in der NS-Tötungsanstalt Bernburg ermordet.
Hans-Joachim Seidowsky besuchte bis 1947 die Volksschule in Leipzig und erlernte dann das Friseurhandwerk. Nach der Facharbeiterprüfung 1950 begann er ein Studium an der Arbeiter-und-Bauern-Fakultät an der Universität Leipzig. 1952 erlangte er so das Abitur und ging nach Berlin, wo er an der Humboldt-Universität ein Philosophie-Studium aufnahm. Von 1954 bis 1956 studierte er wiederum in Leipzig, um sein Studium 1957 mit dem Diplom in Berlin abzuschließen.
In seiner Studienzeit spezialisierte er sich auf Fragen der marxistischen Religionskritik, Probleme der Geschichte des politischen Klerikalismus, der Partei- und Staatspolitik in Kirchenfragen das Verhältnis von Christentum und sozialistischem Staat. Von 1957 bis 1961 arbeitete er im Staatssekretariat für Kirchenfragen der DDR, zunächst als Pressereferent, dann als persönlicher Referent von Staatssekretär Werner Eggerath. Gleichzeitig begann er eine intensive Mitarbeit beim Ministerium für Staatssicherheit als IM unter den Decknamen Gerhard sowie Jochen. Schon 1956 hatte er für das Zentralkomitee der SED als Beobachter vom Katholikentag in Köln berichtet. Er wurde von der für Kirchenfragen zuständigen Hauptabteilung XX/4 geführt, arbeitete aber offenbar auch und in zunehmendem Maß für die Hauptverwaltung Aufklärung.
Ab November 1961 begann er eine Aspirantur am Institut für Geschichte der Völker der UdSSR an der Humboldt-Universität bei Eduard Winter. Hier wurde er auch 1965 nach einer Dissertation über das Reichskonkordat zum Dr. phil. promoviert. Gleichzeitig war er Mitarbeiter und zeitweilig Leiter am Institut Wandlitz, einem konspirativen Objekt der Staatssicherheit in Berlin-Pankow zur Auswertung und Desinformation von kirchlichen Quellen.
Unter der Legende, er sei ein idealistischer junger Marxist, der unzufrieden sei mit der damaligen Regierung der DDR, gelang es ihm, eine Reihe von hochrangigen Kontakten in Kirchenkreisen zu knüpfen, etwa zu Erich Müller-Gangloff. Mit diesem unternahm er 1961 eine zweiwöchige Italienreise, bei der es zu einer Begegnung mit Eduard Waetjen kam. Es ist in der Forschung umstritten, wieweit Seidowsky Müller-Gangloff beeinflussen konnte, bevor dieser ihn 1964 als Stasi-Agenten durchschaute. Hubertus Knabe schließt aus den vorhandenen Akten, dass Müller-Gangloff gezielt benutzt wurde, um die Interessen der SED im innerdeutschen Dialog zu fördern. Zu Hansjakob Stehle baute Seidowsky eine vertrauensvolle Beziehung auf, indem er ihn mit internen Dokumenten der katholischen Kirche in der DDR versorgte.
Interne Verdächtigungen der Stasi, er sei eventuell ein Doppelagent, konnte Seidowsky erfolgreich ausräumen. Es blieb die Vermutung, er könnte für den KGB arbeiten. Er kümmerte sich um die Beziehungen zu ausländischen Kirchen und war wichtigster Gesprächspartner von Propst Bill Williams und Paul Oestreicher bei ihren Projekten in der DDR.
Seidowsky gilt heute als die treibende Kraft hinter der Kampagne gegen Eugen Gerstenmaier. Ab 1973 arbeitete er direkt dem Zentralkomitee der SED zu. Er war im Geheimen mitverantwortlich für Planungen der Besuche Erich Honeckers in Italien 1985 und in der Bundesrepublik 1987. Bei den Verhandlungen mit dem Heiligen Stuhl zur Aufnahme diplomatischer Beziehungen zwischen der DDR und dem Vatikan war er als Botschafter vorgesehen.
Seine offizielle Haupttätigkeit war beim Deutschen Fernsehfunk, wo er ab 1969 Mitglied der Wissenschaftlichen Arbeitsgruppe war und bis zum Stellvertreter von Heinz Adameck, dem Vorsitzenden des Staatlichen Komitees für Fernsehen und zum Direktor für internationale Programmangelegenheiten aufstieg. In dieser Eigenschaft war er als Programmhändler für An- und Verkäufe von Fernsehfilmen und Synchronisationsaufträgen zuständig und häufig im Ausland, insbesondere in der Schweiz, wo er über die Firma Tarimex Programmgeschäfte abwickelte. 1987/1988, in Zusammenhang und als Folge des Honecker-Besuchs, war er an Verhandlungen mit der ARD, vertreten durch Dietrich Schwarzkopf, beteiligt.
Nach der Wende kam er bei der aus SED-Parteivermögen finanzierten Berliner Medienfirma Elektronische Medien Beteiligungsgesellschaft (EMG) unter und arbeitete von April bis Oktober 1994 als Geschäftsführer der HDA, der Betreibergesellschaft des Filmzentrums „High Definition Oberhausen“ (HDO). Nachdem Der Spiegel über seine Stasi-Vergangenheit berichtete, schied er offiziell aus, blieb aber als Berater tätig.
Später war er als Ost-Filmhändler für Leo Kirch tätig.

## Werke
- Das Reichskonkordat vom 20.7.1933 als Beitrag der politisch-klerikalen Kräfte der katholischen Kirche in Deutschland und des Vatikans zur Stabilisierung der faschistischen Diktatur in Deutschland. Berlin, Humboldt-U., Phil. F., Diss. v. 31. März 1965